# Thurgauer Kantonalbank
Thurgauer Kantonalbank es un banco cantonal que sirve al cantón suizo de Turgovia. Su sede principal se halla en Weinfelden.

## Historia
Thurgauer Kantonalbank (TKB) fue fundado en 1871.  Thurgauer Kantonalbank es el 22.º mayor banco de Suiza, y el 10.º mayor entre los bancos cantonales del país. Para 2020, Thurgauer Kantonalbank registró un beneficio anual de 139.08 mln CHF.
En 2014, Thurgauer Kantonalbank realizó una OPV y comenzó a cotizar en la bolsa de Suiza. El cantón aportó CHF 50 millones del capital accionarial o el 12,5%. La oferta fue sobresuscrita varias veces y generó unos ingresos de CHF 185 millones, que fueron destinados al cantón de Turgovia.
En 2017, el banco vendió todas sus acciones en el Banco Nacional de Suiza.

## Productos & Servicios
Thurgauer Kantonalbank ofrece productos de venta minorista y para empresas. El banco tenía 28 sucursales y 70 cajeros automáticos a lo largo del cantón.